# Veľká Lesná
Veľká Lesná é um município da Eslováquia, situado no distrito de Stará Ľubovňa, na região de Prešov. Tem 24,25 km² de área e sua população em 2018 foi estimada em 494 habitantes.

## Demografia
| Ano:        | 1994 | 2004    | 2014   | 2024   |
| ----------- | ---- | ------- | ------ | ------ |
| Broj ljudi: | 414  | 494     | 478    | 498    |
| Razlika:    |      | +19,32% | -3,23% | +4,18% |

| Ano:               | 2023 | 2024   |
| ------------------ | ---- | ------ |
| Número de pessoas: | 493  | 498    |
| Diferença:         |      | +1,01% |